# 孔茨民俗露天博物馆
孔茨民俗露天博物馆于1976年在孔茨（Konz，特里尔-萨尔堡区，莱茵兰-普法尔茨州）建成。此馆位于孔茨豪山德地区（Konz Roscheider）摩泽尔河谷地带的一座小山丘上。其宗旨在于陈列展示摩泽尔(Mosel)、薩爾蘭地区（Saar）、艾費爾山（Eifel）、洪斯吕克山（Hunsrueck）以及包括卢森堡和洛林（Lothringens）地区的民俗文化。展馆占据面积4000平方米，外围还有22公顷的露天场地，该馆是德国最大的露天博物馆。展区的陈列品超越区域性，有铁皮玩具和来自世界各地的多种玩具。此馆隶属孔茨豪山德联合会管理负责，其中当地会员占有人数超过一千。

## 历史
博物馆主体建筑豪山德（Roscheider）农场在1330年第一次在文件中被记载提及，直到1802年在特里尔圣马提亚斯（St.Mattias）修道院庄园历时文献被记录。 1794年法国革命军队入侵后，此博物馆沦落为法国政府的财产，且在1805年被其政府拍卖给一
法国士兵，他的儿子和卡尔·马克思是挚友。多年来，物主被多次转手更换。期间曾作为农业学校，自1909年起变为普鲁士的国有土地。
1969年孔茨城（Konz）获得该农场在此建造新城市规划准许，之外20公顷农场建筑用于露天博物馆的开发建造。

### 雏形

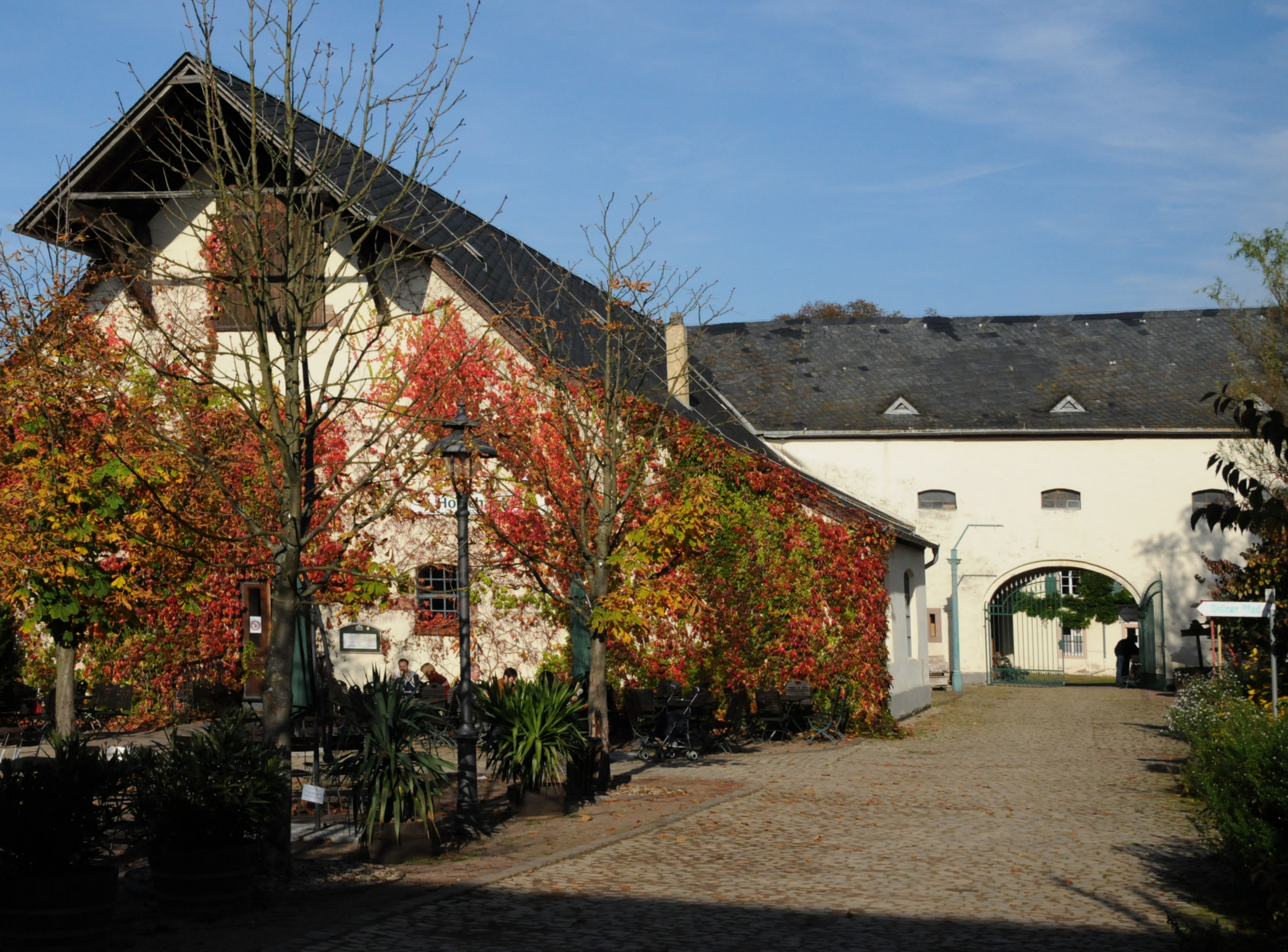

此博物馆建立历时漫长的岁月，其发起组织于1973年6月12日在孔茨（Konz）市政厅会议上由管理者宣认成立。博物馆的建立受到当地民众的倡议支持和本区域决策者的坚决拥护。当时的建筑学家罗尔夫·濠滨逊（Rolf Robischon）和建筑学院（现特里尔应用技术大学）的教授对博物馆的建立也起到很大程度的推动作用。最初1975年收集的珍藏品首先被保存在农场建筑内，后来在1975到1976年之间的珍品被藏储陈列在格登罗特（Goedenroth）的市政厅里。1976年7月17日先任文化部长伯恩哈德·沃格尔（Bernhard Vogel）主持了博物馆的开幕仪式，之后所收藏的名贵珍品被分别陈列在农场建筑区的8个不同展览室。

## 當代

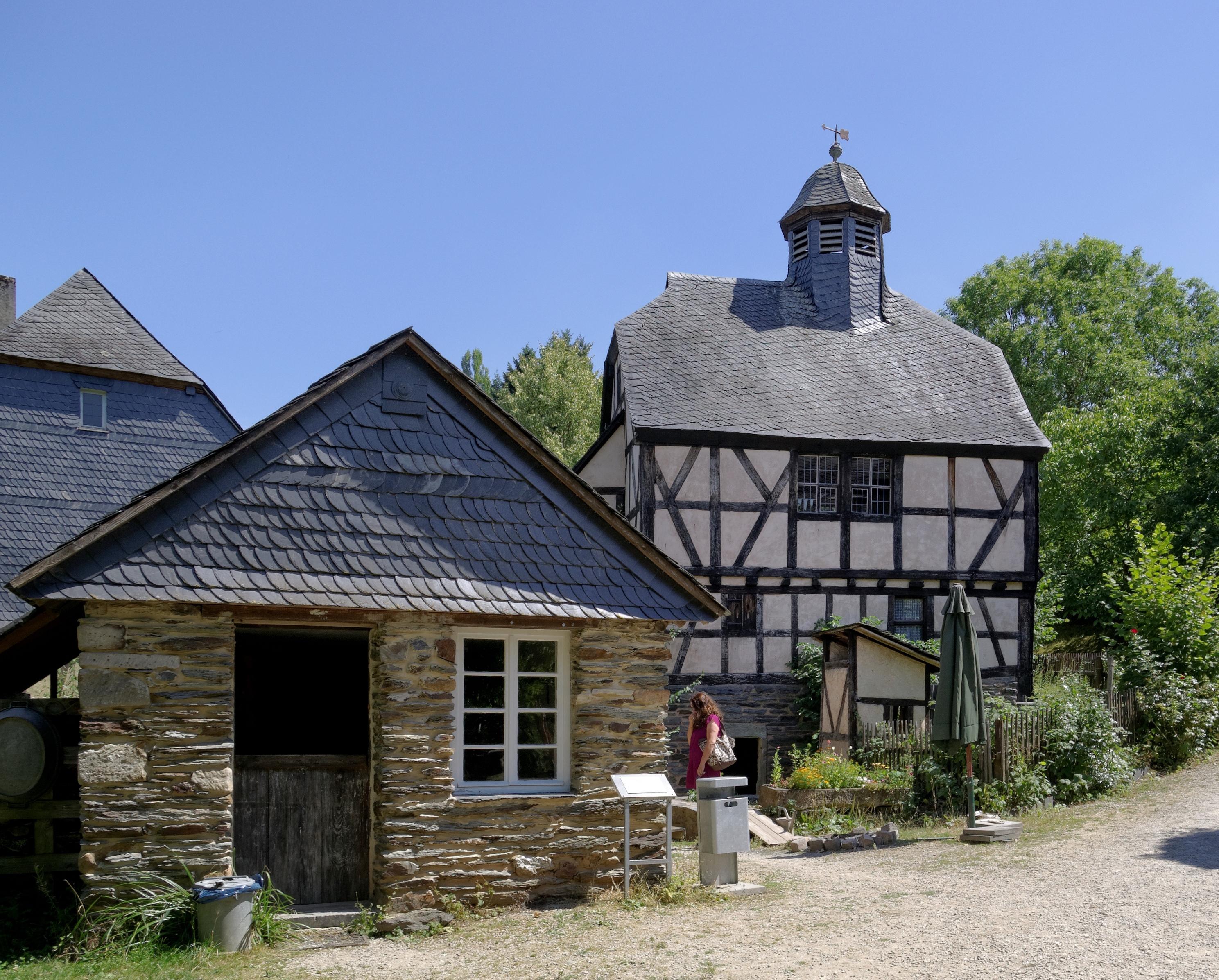

在豪山德（Roscheider）庭院的主建筑楼陈列着许多民俗展览：有葡萄栽培，烧酒酿造，以及不同时期的住宅风格和寝室构造，也有关于洗涤和沐浴的展览，面包房，还有民族宗教虔诚敬礼的展览，商店、巷子和20多家购物铺，商业场所、医疗机构、学校、博物馆和一家银行。值得陈述的，这里还有世界现代第二大锡制模型博物馆和来自世界各地的玩具参展。此外这里还收藏了大量的炉子。
室外区的主要景点在洪斯吕克村庄（Hunsrueckweiler）。这是一个小村庄，房屋多为木框架结构，但原有的部分没有得到很好的保护修缮。其中还有一处房屋，曾被作为一个分部战俘营。再往后有几座石头房屋，还有来自萨尔 - 摩泽尔地区和孔茨（Konz）火车站的运货仓库，展示出该区域的铁路运输。此外还有果园，一座玫瑰园，药草园，历史古迹展览，一处具有现代建筑格式的森林博物馆，水泵房、有泵和一个儿童游乐场。孔茨（Konz）的养蜂委员协会在博物馆场地也进行养蜂培训教学。

## 活动

### 教学培育计划
博物馆提供对于儿童，年轻人和馆内的业务人员的合作项目。比如对于幼儿园小组和小学年级在博物馆的旅游体验或者小朋友的生日派对庆祝等。在冬季有每月为儿童和他们的父母举办手工艺术制作日。对于成年人而言，则有多样化主题和不同语言的导游培训。
由于博物馆在不断持续扩建，所以每年都有创新的设计或者重新设计的常设展览对外开启。近几年重点展示是在商店、巷子、胡同，森林博物馆和儿童梦幻世界的领域。

### 活动
传统活动形式上，博物馆展季的揭幕都会有一个特殊的展阅开幕式。5月的国际博物馆日也会以展览开幕式或者其他庆祝活动拉开帷幕。玫瑰园在6月也有玫瑰花节。
2008年7月的一个周末曾举办过一次历史性生活展览的活动。此展在随后几年中也相继走向平展台。在2012年举办过不同主题的三个历史展览，从中世纪末到战后阶段。在8月展出许多当今被遗忘的儿童游戏。9月有手工业和农业方面的展览，比如谷物收割的介绍。10月是展览季的尾端。在基督将临期有五彩缤纷的圣诞市场。在2007年到2010年的8月底先后举行了为期两天的“博物馆开放日“伴有经典的摇滚乐曲。

### 特殊展览
该博物馆每年设有两次特殊的展览，通常展览持续到年底。展示的主题范围从服装（帽子、鞋子、裙子）等到日用品如箱子、书写材料、秤、电动玩具、高卢人和罗马人的锡制模型、还有区域工业企业的历史展品。大约四分之三的展品是博物馆的内部自产品。其他的展品来有自于埃菲尔（Eifel）博物馆或者合作方的博物馆。近年来，洛林（Lothringens）的展品也被展出推广。

### 互联网服务
该博物馆从1995年开始和特里尔科技大学合作，作为第一个露天博物馆通过网络媒体开始对外互动宣传。起初由四种语言德语、英语、法语即荷兰语作为主流支持语言。它不仅提供了有关参观博物馆信息的描述，还有其它多彩的现代科技主题交流平台。比如互动虚拟博物馆的参观，对展品的诠释，房屋过去作为特殊展览的文件资料描述，例如开展视频和博物馆日的简介。在博物馆有关摩泽尔法兰克方言的文化视频介绍就已超过100个片段。该网站于2013年6月已被全面更新提升。

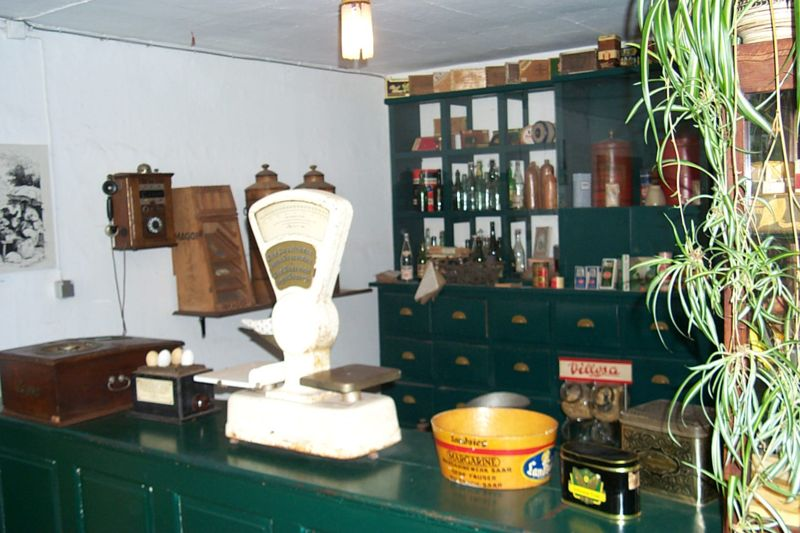
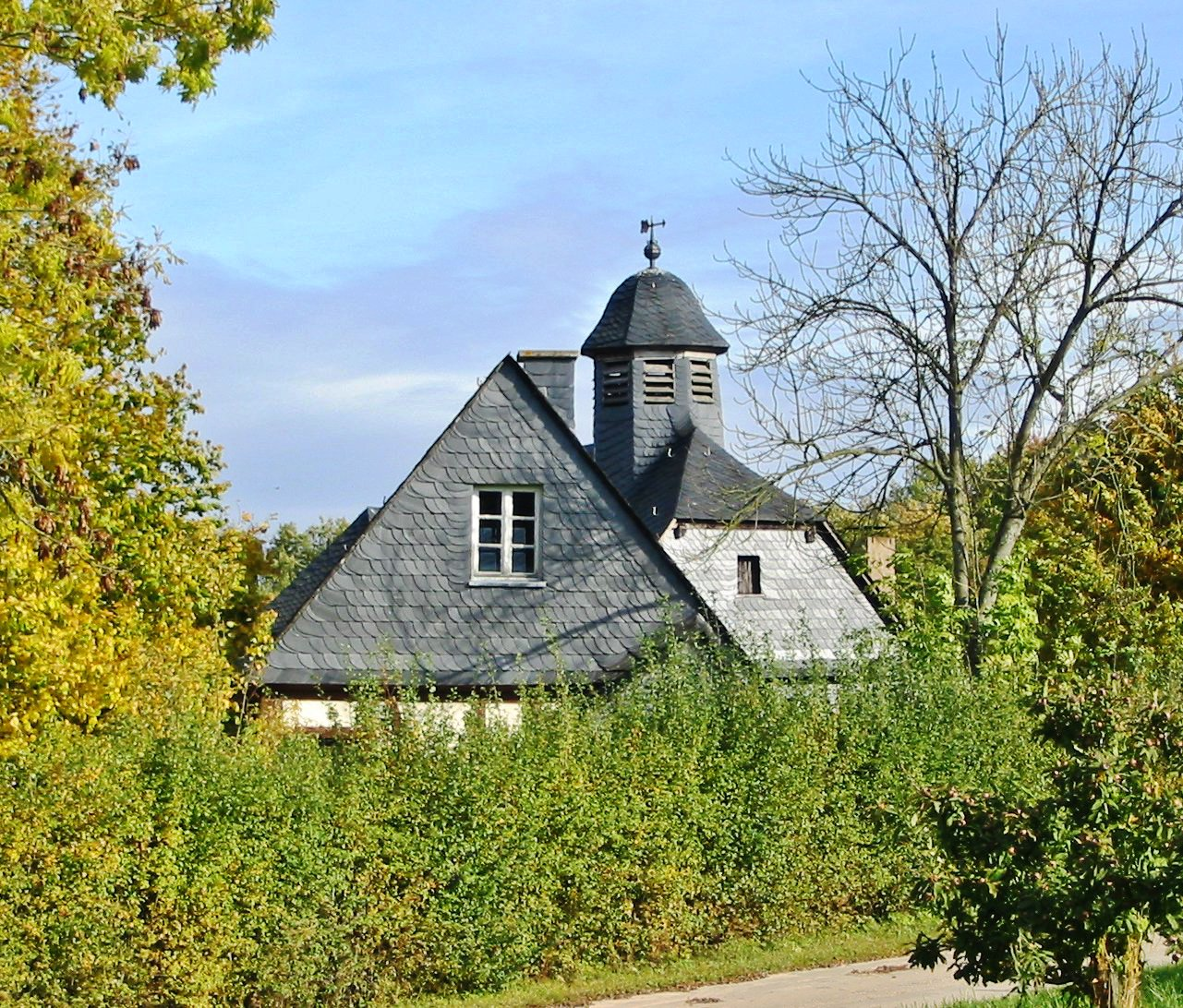
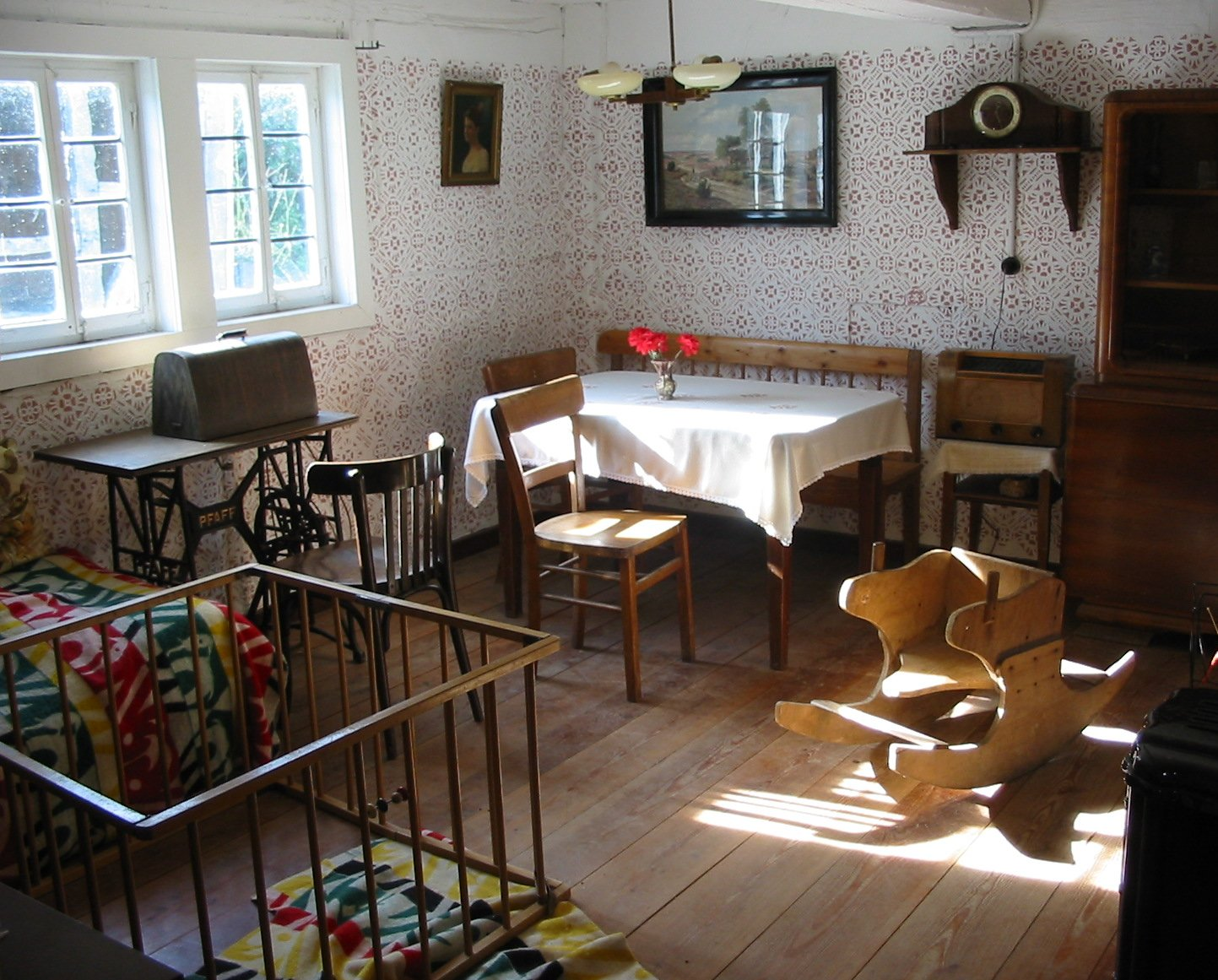
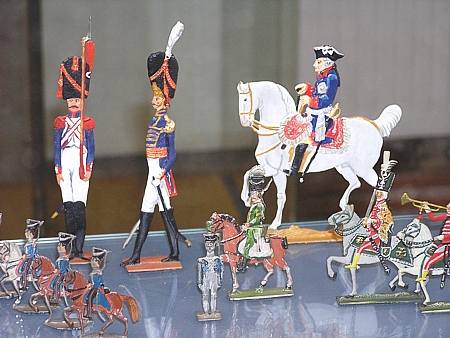

## 外部連結
- 博物馆网页